# 지모겐
지모겐(zymogen) 또는 효소전구체(proenzyme)는 비활성(inactive) 전구물질로, 생체에서 만들어져 분비된 다음 다른 물질의 작용을 받고서 비로소 참된 효소가 되는 일부 효소를 이르는 용어이다.

## 프로테아제
프로테아제(Protease)는 단백질 분해 효소를 통틀어 이르는 말로 단백질이나 폴리펩타이드 속의 펩타이드 결합을 가수 분해하는 작용을 한다.
일반적으로 이러한 프로테아제는 펩타이드 결합의 지모겐(zymogen)이 활성효소(kinase)에 의해 분할됨으로써 특정 효소로 기능하는 생리대사에 참여할 수 있다. 그러나 이러한 비가역적인 메커니즘에도 불구하고 어러한 메커니즘이 보다 정밀한 기전이라고 여겨지는것은 일례로 지모겐인 효소전구체 트립시노겐(trypsinogen)이 활성효소인 엔테로펩티다아제(enteropeptidase)에 의해 분할됨으로써 트립신(trypsin)이라는 이자(췌장)에서 분비되는 소화효소로 전환되는 경우에서처럼 트립신(trypsin)이 2차적으로 보다 많은 지모겐(zymogen)들을 분할하는 활성효소(kinase)로서의 기능에서 비가역적인 메커니즘을 보완하는 맥락에서 구조가 본질적으로 변하지 않는 효소 억제제(enzyme inhibitor)인 프로테아제 억제물(Protease inhibitor)의 활성자리 결합으로 가역적인 메커니즘을 보완할 수 있는 기작을 보여준다는 점이다.

## 예시
지모겐의 예시는 다음과 같다:
- 트립시노겐
- 펩시노겐
- 보체의 단백질 중 일부
- 캐스페이스

## 같이 보기
- 인슐린
- 아세틸 CoA
- 효소
- 단백질